# نقطه فروپاشی (فیلم ۲۰۰۵)
نقطه فروپاشی (انگلیسی: Breaking Point) یک فیلم مستند تلویزیونی است که در سال ۲۰۰۵ میلادی در شبکهٔ سی‌بی‌سی تله‌ویژن کانادا منتشر شد.
فیلم دربارهٔ جنبش حق حاکمیت کبک و حواشی همه‌پرسی کبک است.